# Clemensia quinquiferaria
Clemensia quinquiferaria är en fjärilsart som beskrevs av Dyar 1914. Clemensia quinquiferaria ingår i släktet Clemensia och familjen björnspinnare. Inga underarter finns listade i Catalogue of Life.